# 소련 국가계획위원회

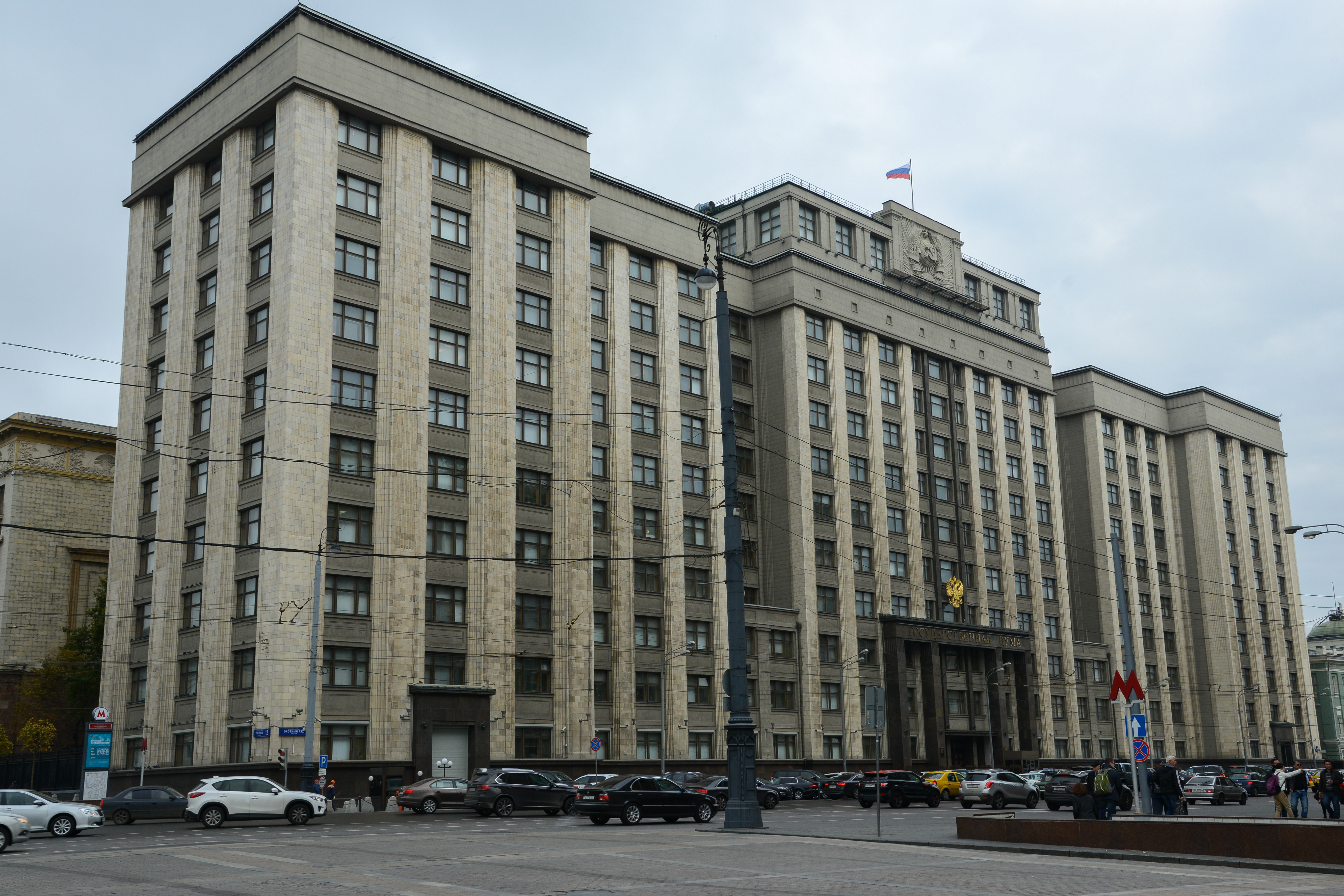

국가계획위원회(러시아어: Государственный комитет по планированию), 약자 고스플란(러시아어: Госпла́н, 영어: gosplan)은 소비에트 연방의 경제를 지배하고 통제하던 기관이다. 5개년 계획 등을 작성하는 업무 등을 맡았으며 1921년 2월 22일 설립되어 1991년 4월 1일 해체되었다.

## 역사
신경제정책 기간 동안 농민에 대한 관대한 정책으로 성장한 자본주의자인 네프맨에게 지지기반을 가지고 있던 니콜라이 부하린을 비롯한 우익반대파가 행한 외국무역독점에 대한 공세에 대해 레닌과 트로츠키가 반(反)부하린 투쟁을 벌이면서 이때 트로츠키가 레닌에게 보낸 편지에서 고스플란의 중요성을 제기했고 이때 레닌은 조건부 동의를 표시했으며 스탈린은 나중에 이것을 적극 활용했지만 권력을 잡기 전에 반트로츠키 운동에 이용했다.
- 트로츠키가 레닌에게 보낸 편지

대외 무역의 독점을 유지하고 강화하는 것은 지상명령(至上命令)이라고 생각합니다. (중략) 우리의 전반적인 경제활동과 연계하여 어떻게 소련의 대외 무역을 조절할 것인가 하는 문제는 여전히 가장 중요한 문제로 남아 있습니다. 무엇이 수입되어도 좋고 금지되어야 할 것은 무엇인지, 무엇이 수출될 수 있고 금지되어야 할 것은 무엇인지를 누군가가 잘 알고 결정해야 할 필요가 있습니다. 여기서 요구되는 결정들은 법적 규제 장치나 고정된 리스트 같은 것이 아니라 전체 경제의 필요에 따라 언제든 조정될 수 있는 실제적이고 탄력적인 것이어야 합니다. 이것은 명백히 국가계획위원회(Gosplan)의 임무이어야 하며, 그것은 산업의 발전에서 가장 중요한 문제입니다.

- 프룸킨 동무와 스토모냐코프 동무에게 보낸 레닌의 편지

국가계획위원회의 임무에 관한 문제는 따로 고려해야 한다는 것. 그런데, 만일 트로츠키가 국가산업 발전의 기초 위에서 수행되는 국가계획위원회의 과업은 대외 무역인민위원회의 모든 부문의 활동이라면, 그와 저 사이에 의견이 일치되지 않는 대목은 없다고 생각됩니다.

## 같이 보기
- 소련 초기의 초인플레이션
- 계획 경제